# Getreide-Halmeule
|  | Dieser Artikel wurde aufgrund von formalen oder inhaltlichen Mängeln in der Qualitätssicherung Biologie zur Verbesserung eingetragen. Dies geschieht, um die Qualität der Biologie-Artikel auf ein akzeptables Niveau zu bringen. Bitte hilf mit, diesen Artikel zu verbessern! Artikel, die nicht signifikant verbessert werden, können gegebenenfalls gelöscht werden. Lies dazu auch die näheren Informationen in den Mindestanforderungen an Biologie-Artikel. |

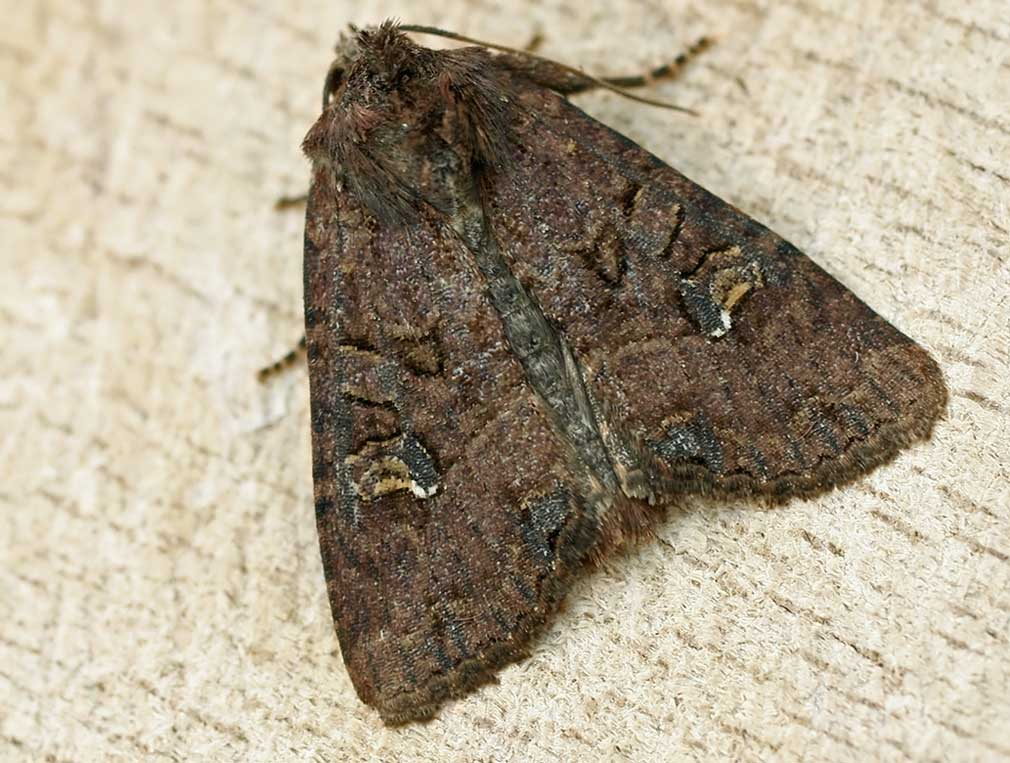
Bräunliche Getreide-Halmeule

Die Getreide-Halmeule (Mesapamea secalis) ist ein Schmetterling aus der Familie der Eulenfalter (Noctuidae).

## Merkmale
Die Falter erreichen eine Flügelspannweite von 28 bis 35 Millimeter. Die beiden „Zwillingsarten“ Mesapamea secalis und Mesapamea secalella, welche bis 1983 in einer Art (Mesapamea secalis) vereint waren, können nur durch eine Genitaluntersuchung unterschieden werden. Beide Arten besitzen eine sehr variable Färbung. Die einzige Form von M. secalis welche sich äußerlich eindeutig von M. secalella unterscheidet, ist die Farbvariante mit weißem Wurzel- und Saumfeld. Die Raupe von M. secalis besitzt im Gegensatz zur Raupe von M. secalella keinen breiten, dunklen, cephalen Streifen auf dem Nackenschild.

## Verbreitung
Die Getreide-Halmeule ist nahezu in ganz Europa beheimatet. Im Osten reicht das Verbreitungsgebiet bis in den Süden der Region Krasnojarsk. Im Süden kommt die Art in Nordwestafrika, in der Türkei und im Norden des Iran vor.

## Lebensweise
Der sehr häufige Falter fliegt von Juni bis September. Die Raupe, welche sich vor allem im inneren eines Grashalms, an Gewöhnlichem Knäuelgras (Dactylis glomerata) und Rohr-Schwingel (Festuca arundinacea) aber auch an anderen Süßgräser-Arten (Poaceae) entwickelt, überwintert. Die Art wird von künstlichen Lichtquellen angezogen.